# Redut
Redut (en ruso: ЧВК «Редут»), también conocida como Redut-Antiterror o Center R, es una empresa militar privada rusa, parte de la "familia Antiterrorista", que consta de mercenarios privados que brindan seguridad a las operaciones comerciales de empresas civiles rusas, y desde 2022 fue desplegado por el gobierno ruso en los territorios ocupados de Ucrania.
Se estableció en 2008, como una fusión de varios grupos más pequeños de veteranos del Servicio de Inteligencia Exterior, la Fuerza Aérea Rusa y unidades del Ministerio de Defensa de la Federación (MoD), que ya habían adquirido experiencia en misiones militares y de mantenimiento de la paz.

## Organización
Según investigadores noruegos del Establecimiento de Investigación de Defensa de Noruega, Redut-Antiterror surgió de la otrora empresa privada Antiterror-Orel, fundado alrededor de 2003 por miembros de los Spetsnaz. Es un afiliado o rama de la rama de Antiterror-Orel Tiger Top Rent Security y se recluta principalmente entre miembros de la 45.a Brigada Especial de Reconocimiento de la Guardia Nacional de Rusia. Después de sufrir grandes pérdidas en la campaña de Kiev, los contratistas de Redut fueron invitados a su base en Kubinka y el Ministerio de Defensa ruso les ofreció contratos para servir oficialmente en las Fuerzas Armadas Rusas. Según uno de los excomandantes de Redut, Redut está bajo el control total del Ministerio de Defensa ruso.
Se dice que los principales patrocinadores de la compañía son Oleg Deripaska y Gennady Timchenko, según la información proporcionada por el sitio web gulagu.net fundado por el disidente ruso Vladimir Osechkin, que cita a un subcomandante de Redut testificando bajo nombres encubiertos. De ellos, la empresa militar privada recibió vehículos blindados de transporte de personal, cascos y chalecos protectores.

## Áreas de despliegue

### Áreas principales
Redut-Antiterror se desplegó en la campaña de Kiev y participó en la captura de Chernóbil, ambos durante la invasión rusa de Ucrania. Desde allí, se les ordenó operar de forma encubierta en el óblast de Kiev para infiltrarse y eliminar a los líderes políticos y al Servicio de Seguridad de Ucrania. Redut también participó en las batallas de Járkov, los cruces del Donets y Balaklia. A mediados de julio de 2022, dos destacamentos de Redut, cada uno con 200 combatientes, operaban en la región del Dombás, ambos dirigidos por excomandantes del Grupo Wagner.

### Antiguas áreas
Hay indicios de que la organización proporcionó asesores militares y entrenadores para las unidades de las Fuerzas Armadas de Abjasia en la guerra ruso-georgiana. También vio acción en Líbano, Irak, Siria, Somalia, países del Caribe, los estados sucesores de Yugoslavia, así como en Afganistán e Indonesia. Sus servicios incluyeron el despliegue de francotiradores, pioneros y guardias. Se ha desplegado personal para proteger los convoyes, las instalaciones militares, el personal de las instalaciones de producción de petróleo y los diplomáticos rusos. Para establecerse en el entorno de Irak, la empresa recibió apoyo directo del Servicio Federal de Seguridad (FSB, por sus siglas en ruso).

## Literatura
- Tor Bukkvoll, Åse G. Østensen: Russian Use of Private Military and Security Companies-the implications for European and Norwegian Security, FFI-RAPPORT, Establecimiento de Investigación de Defensa de Noruega, 11 de septiembre de 2018, consultado en researchgate.net el 18 de septiembre de 2022. (en inglés).
- Tor Bukkvoll, Åse G. Østensen: The Emergence of Russian Private Military Companies: A New Tool of Clandestine Warfare, Establecimiento de Investigación de Defensa de Noruega, DOI:10.1080/23296151.2020.1740528, 2020. (en inglés).